# Desensibilisatie
Desensibiliseren is het ongevoelig maken voor bepaalde stoffen. In het geval van een allergie is dat het ongevoelig maken voor de stof waar de patiënt gevoelig voor is, bij hooikoorts zijn dat bijvoorbeeld boom- en/of graspollen.
Desensibilisatie (ook wel hyposensibilisatie, immunotherapie, (allergie)vaccinatiekuur, druppelkuur of injectiekuur) is een effectieve behandeling voor bepaalde allergieën (boom- en graspollen (hooikoorts), huisstofmijt, insectensteek (wesp, bij, hommel) en soms voor kat en hond), het bestrijdt de oorzaak van de allergie, en niet alleen de symptomen zoals het geval is bij gebruik van medicijnen zoals een antihistaminicum.

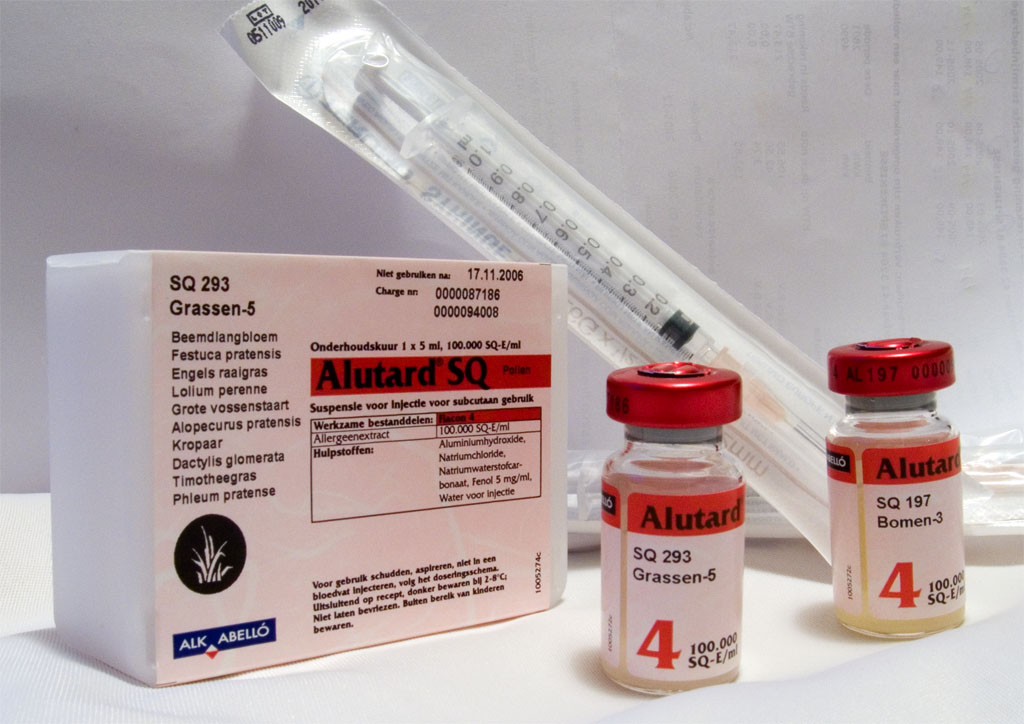
Benodigdheden injectiekuur

## Behandeling
Desensibilisatie werkt door middel van het eigen afweersysteem. Doel is het afweersysteem minder gevoelig te maken tegen allergenen van buitenaf.
Desensibilisatie kan op aantal manieren worden gedaan: sublinguale immunotherapie (druppelkuur), tabletten, neusspray of met subcutane immunotherapie (injecties). Deze methoden hebben verschillende toepassingsmogelijkheden. Zo kan bijvoorbeeld een insectenallergie alleen met injecties worden behandeld en is hooikoorts zowel met druppels als injecties te behandelen. De duur van de behandelingen kan verschillen, van kort (6 - 7 weken) tot langdurig: ongeveer 3 tot 5 jaar.
De effectiviteit van de verschillende soorten immunotherapie kan verschillen, voor de subcutane immunotherapie (tevens de oudste) is op dit moment het meeste wetenschappelijk bewijs dat het effectief kan zijn. Voor de andere methoden veel minder bewijs (bv. sublinguale immunotherapie is veel minder effectief dan subcutane immunotherapie).
Begonnen wordt met de kuur in een (relatief) klachtenvrije periode, bij hooikoorts bijvoorbeeld na het bloeiseizoen van bomen en/of grassen. Bij huisdieren alleen maar als het desbetreffende huisdier voldoende vermeden kan worden.

### Injectiekuur
De injectiekuur begint altijd met de instelfase; de patiënt krijgt wekelijks een injectie waarbij langzaamaan de dosering wordt opgebouwd, gebruikelijk hierbij is maximaal 3 allergenen tegelijkertijd. De hoeveelheid en concentratie van de allergeenoplossing wordt telkens iets verhoogd gedurende een aantal maanden totdat de maximale dosis is bereikt. Hierna begint de onderhoudsfase; gedurende 3 tot 5 jaar. Er zijn verschillende producten verkrijgbaar. Op dit moment is de kortdurende injectiekuur 6 injecties voorafgaand aan het seizoen (18 injecties over 3 jaar).
Er kunnen verschillende bijwerkingen optreden, en daarom dient de patiënt altijd een half uur bij de behandelend arts (huisarts of allergoloog) te blijven. Meestal ontstaat op de plek van de injectie een zwelling met jeuk, deze verdwijnt vanzelf. Een algemene allergische reactie komt zeer zelden voor en bijna altijd in het eerste half uur na de injectie (vandaar de wachttijd). In het ergste geval kan de patiënt in een anafylactische shock raken.
Er wordt onderzoek gedaan naar injecties van het allergeen direct in de lymfeklieren. Daarbij zouden 3 injecties even effectief zijn als normale injectiekuur van 3-5 jaar (54 injecties, klassiek preparaat), terwijl het aantal en de ernst van de bijwerkingen minder zou zijn. Dit is echter nog in de experimentele fase.

### Druppelkuur
Bij de druppelkuur wordt een allergeenoplossing gedurende een bepaalde tijd (bijvoorbeeld twee minuten) onder de tong gehouden en vervolgens doorgeslikt of uitgespuugd (afhankelijk van fabrikant/product). Ook hierbij geldt doorgaans een instelfase, bijvoorbeeld van 20 dagen. Gedurende 3 tot 5 jaar moet deze allergeenoplossing bijvoorbeeld 2x per week 20 druppels worden geslikt. Deze kuur kan door de patiënt zelf worden uitgevoerd. Lengte, instelfase en frequentie kunnen verschillen per merk. Deze behandeling is veilig en kan thuis gedaan worden. De meest voorkomende bijwerking is een branderig gevoel onder de tong.
De wijze waarop de druppelkuren worden gepromoot via de huisartsen wordt door een belangrijk deel van de medici onaanvaardbaar geacht.

## Resultaten
Het effect van desensibilisatie is meestal al in het eerste jaar merkbaar, en na voltooiing van de kuur is er meestal een aanzienlijke klachtenvermindering. Soms verdwijnen de klachten zelfs volledig. Uiteraard zal hiermee ook de medicijnbehoefte verminderen of verdwijnen.
Ook een preventief effect lijkt mogelijk met deze kuur. Hoe jonger er met de behandeling wordt begonnen, hoe groter de kans is dat het aantal allergieën zich niet uitbreidt of leidt tot bijvoorbeeld de ontwikkeling van astma.
De kans op genezing van bijvoorbeeld hooikoorts door een desensibilisatiekuur met subcutane injecties is maximaal 80%.
De druppelkuur van de marktleider in Nederland wordt door het College voor beoordeling van geneesmiddelen onwerkzaam geacht. Het wordt niet geregistreerd als geneesmiddel. Door een overgangsregeling wordt het (erg dure, duizenden euro's per jaar) medicijn nog wel vergoed. Reclame van de fabrikant dat het een werkzame behandeling betrof moest de fabrikant rectificeren van de reclamecodecommissie. Een tablet tegen allergie voor graspollen, Oralair of Grazax, is wel toegelaten als geneesmiddel.
Desensibilisatie is als behandeling vooral zinvol bij een problematische allergie voor slechts 1 allergeen, bijvoorbeeld bij mensen met een levensgevaarlijke allergie voor bijensteken. Is men voor het stuifmeel van vele planten overgevoelig, dan zal men ook voor al deze allergenen gedensibiliseerd moeten worden, wat zelden voor allemaal lukt en veel bewerkelijker (en duurder) is. De kwaliteit van leven gaat echter flink vooruit als men is gedesensibiliseerd voor graspollen, boompollen en huisstofmijt. Als men voor 3 allergenen tegelijk wordt behandeld krijgt men 3 prikken tegelijk (in beide armen en een been) en moet vervolgens ook een half uur wachten voor men naar huis mag.